# FC Wil
El FC Wil 1900 es un club de fútbol suizo, de la ciudad de Wil. Fue fundado en 1900 y juega en la 1. Liga Promotion. La ciudad de Wil solo tiene 18000 habitantes.

## Historia
El club se fundó en 1900 por dos ingleses y algunos estudiantes de Wil. Fundado con el nombre de FC Stella, en 1902 paso a llamarse FC Fors y, finalmente, en 1907 fue instaurado el nombre actual. 
En 2004, este equipo da la mayor sorpresa de su historia al ganar la Copa Suiza de aquel año frente al Grasshopper CZ.

## Uniforme
- Uniforme titular: Camiseta roja, pantalón celeste, medias amarillas.
- Uniforme alternativo: Camiseta verde, pantalón amarillo, medias rojas.

## Palmarés

### Torneos nacionales
- Copa de Suiza (1): 2004.